# کالج بریا
کالج بریا (به انگلیسی: Berea College) یک کالج در ایالات متحده آمریکا است که در بریا، کنتاکی واقع شده‌است.